# Parlamentswahl in St. Vincent und den Grenadinen 1998

Ergebnisse der Wahlen in St. Vincent und den Grenadinen nach Wahlkreis.

Die Parlamentswahl in St. Vincent und den Grenadinen 1998 (General elections) wurde am 15. Juni 1998 im karibischen Inselstaat St. Vincent und den Grenadinen abgehalten. Auch wenn die Unity Labour Party (ULP) die Mehrheit der Stimmen errang, gewann die New Democratic Party (NDP) die Mehrheit der Sitze. Es war das erste Mal seit 1966, dass die Partei, welche die Mehrheit der Stimmen hatte, nicht die Wahl gewann. Die Wahlbeteiligung lag bei 67,4 %.

## Wahlkampf
Die herrschende NDP unter Premierminister James Mitchell stand der ULP unter Führung von Vincent Beache gegenüber. Die ULP war erst 1994 durch eine Vereinigung des Movement for National Unity (MNU) und der Saint Vincent Labour Party entstanden. Als Wahltag war der 18. Mai festgelegt worden.
Im Wahlkampf versprach die NDP steuersenkungen und die Förderung von Tourismus und Landwirtschaftlicher Entwicklung, während die ULP Arbeitsplätze, Wirtschaftsentwicklung und Verbesserungen der Sozialdienstleistungen versprach.

## Ergebnisse
Als die Wahlergebnisse feststanden und klar wurde, dass die NDP acht und die ULP sieben Sitze erhalten würden, erklärte Beache, dass er das Ergebnis nicht akzeptieren könne und forderte Neuwahlen und behauptete, Wähler seien eingeschüchtert worden, es habe Fälschungen und Bestechungen gegeben. Die NDP wies alle Anschuldigungen zurück. Das Endergebnis zeigte, dass die ULP 54,6 % der Stimmen errungen hatte.
|                                   |                                   |         |       |       |     |  |  |  |  |
| Partei                            | Partei                            | Stimmen | %     | Sitze | +/- |  |  |  |  |
|                                   | Unity Labour Party (ULP)          | 28.025  | 54,60 | 7     | ▲ 4 |  |  |  |  |
|                                   | New Democratic Party (NDP)        | 23.258  | 45,31 | 8     | ▼ 4 |  |  |  |  |
|                                   | People’s Working Party            | 45      | 0,09  |       | neu |  |  |  |  |
|                                   |                                   |         |       |       |     |  |  |  |  |
| Gültige Stimmen                   | Gültige Stimmen                   | 51.328  | 99,64 |       |     |  |  |  |  |
| Ungültige Stimmen                 | Ungültige Stimmen                 | 185     | 0,36  |       |     |  |  |  |  |
| Gesamt                            | Gesamt                            | 51.513  | 100   |       | 15  |  |  |  |  |
| Nichtwähler                       | Nichtwähler                       | 24.956  | 32,64 |       |     |  |  |  |  |
| Wahlberechtigte / Wahlbeteiligung | Wahlberechtigte / Wahlbeteiligung | 76.469  | 67,36 |       |     |  |  |  |  |

### Nach Wahlkreis
| Wahlkreis                   | ULP     | ULP    | NDP     | NDP    | PWP     | PWP   | Gültig | Gesamt | Wahlbeteiligung | Registered |
| Wahlkreis                   | Stimmen | %      | Stimmen | %      | Stimmen | %     | Gültig | Gesamt | Wahlbeteiligung | Registered |
| --------------------------- | ------- | ------ | ------- | ------ | ------- | ----- | ------ | ------ | --------------- | ---------- |
| North Windward              | 1.817   | 49,2 % | 1.875   | 50,8 % |         |       | 3.692  | 3.704  | 79 %            | 4.668      |
| North Central Windward      | 2.943   | 78,1 % | 827     | 21,9 % |         |       | 3.770  | 3.789  | 67 %            | 5.697      |
| South Central Windward      | 1.811   | 48,5 % | 1.920   | 51,5 % |         |       | 3.731  | 3.751  | 70 %            | 5.332      |
| South Windward              | 2.361   | 67,3 % | 1.102   | 31,4 % | 45      | 1,3 % | 3.508  | 3.521  | 69 %            | 5.086      |
| Marriaqua                   | 2.504   | 63,3 % | 1.453   | 36,7 % |         |       | 3957   | 3.966  | 69 %            | 5.724      |
| East St. George             | 2.514   | 62,3 % | 1.522   | 37,7 % |         |       | 4.036  | 4.046  | 68 %            | 5.993      |
| West St. George             | 2.366   | 62,5 % | 1.421   | 37,5 % |         |       | 3.787  | 3.803  | 65 %            | 5.819      |
| East Kingstown              | 1.655   | 49,6 % | 1.682   | 50,4 % |         |       | 3.337  | 3.346  | 60 %            | 5.552      |
| Central Kingstown           | 2.006   | 56,3 % | 1.558   | 43,7 % |         |       | 3.564  | 3.578  | 62 %            | 5.792      |
| West Kingstown              | 1.502   | 47,0 % | 1.691   | 53,0 % |         |       | 3.193  | 3.208  | 59 %            | 5.403      |
| South Leeward               | 2.014   | 48,8 % | 2.117   | 51,2 % |         |       | 4.131  | 4.147  | 69 %            | 5.995      |
| Central Leeward             | 2.183   | 56,7 % | 1.670   | 43,3 % |         |       | 3.853  | 3.861  | 74 %            | 5.225      |
| North Leeward               | 1.658   | 46,9 % | 1.880   | 53,1 % |         |       | 3.538  | 3.543  | 72 %            | 4.932      |
| Northern Grenadines         | 220     | 11,7 % | 1.668   | 88,3 % |         |       | 1.888  | 1.898  | 59 %            | 3.236      |
| Southern Grenadines         | 471     | 35,1 % | 872     | 64,9 % |         |       | 1.343  | 1.352  | 67 %            | 2.015      |
| Total                       | 28.025  | 54,6 % | 23.258  | 45,3 % | 45      | 0,1 % | 51.328 | 51.513 | 67 %            | 76.469     |
| Quelle: Caribbean Elections |         |        |         |        |         |       |        |        |                 |            |

## Nachwirkung
Am 17. Juni wurde Mitchell für seine vierte Amtszeit in Folge als Premierminister vereidigt; sein neues Kabinett nahm am folgenden Tag seine Tätigkeit auf. Im Dezember 1998 trat Beache als Führer der ULP zurück und Ralph Gonsalves wurde an seiner Stelle gewählt. Beache blieb jedoch als Oppositionsführer im House of Assembly.